# ANANT-GARDE EYES
ANANT-GARDE EYES（アナン ギャルド アイズ）は、日本の音楽ユニット。
ピアニスト・作曲家の蒲池愛（aikamachi）と、レコーディング・エンジニアの永見竜生（nagie）による2人組ユニットである。
なお蒲池と永見のユニットとして、他に aikamachi+nagie 名義もある。本項では両方の名義について解説する。

## 概要
ANANT-GARDE EYES名義では、麻枝准作曲による作品の編曲を中心に活動している。2010年にはテレビアニメ『Angel Beats!』のBGMの作曲を、麻枝と共同で手掛けた。
aikamachi+nagie名義では、TOKIOや浜崎あゆみなどの楽曲の編曲を手がけるほか、多数のCM曲、映画音楽などを手がけている。またオリジナル・アルバムもリリースしている。

## メンバー
- 蒲池愛
- 永見竜生（nagie）

## ディスコグラフィー

### ANANT-GARDE EYES名義
- 『CLANNAD 〜AFTER STORY〜』（2008年）
- 『Angel Beats!』オリジナル・サウンドトラック（2010年、アニプレックス）
- 『Charlotte』（2015年）

### aikamachi+nagie名義
- 『cafe asia』（2002年、徳間ジャパンコミュニケーションズ）
- 『Radiant Garden』（2002年、アゲント・コンシピオ）

## 作曲/編曲

### ANANT-GARDE EYES名義
- Lia
  - Human
  - Soldiers
  - 月童
  - Bravely You
  - 小さなてのひら
  - 願いが叶う場所
  - 時を刻む唄
  - Saya's Song
  - My Soul,Your Beats!
- 多田葵
  - Brave Song
  - 渡りの詩
  - CANOE
- Lia、多田葵
  - doll
- じん（自然の敵P）
  - マリーの架空世界
  - days
  - Inner Arts
- 熊木杏里
  - 君の文字

### aikamachi+nagie名義
- TOKIO
  - カンパイ!!
- 浜崎あゆみ
  - White Christmas (Strings arrange)
- Yucca
  - Call my name〜風鳴りの丘
  - 千の風になって
  - 花霞み
- 倉橋ヨエコ
  - 楯 (Strings arrange)
  - 夏 (Strings arrange)
- ぴちょんくん
  - も〜ど〜にでもして〜